# 4e armée (Royaume-Uni)
Pour les articles homonymes, voir 4e armée.
La quatrième armée est une armée de campagne qui fait partie du corps expéditionnaire britannique pendant la Première Guerre mondiale. Elle est formée le 5 février 1916 sous le commandement du général Sir Henry Rawlinson pour effectuer la principale contribution britannique à la bataille de la Somme.

## Première Guerre mondiale

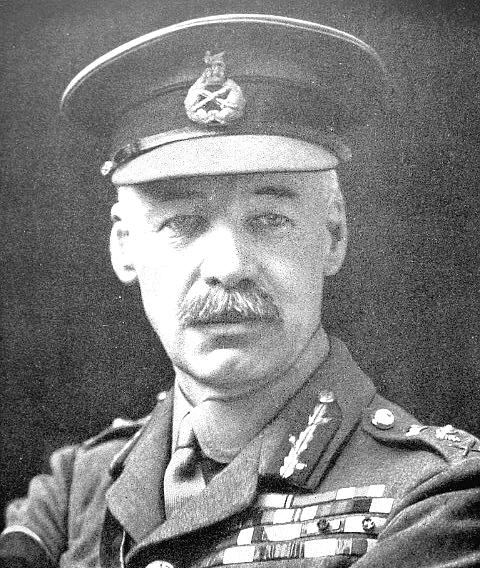
Général Sir Henry Rawlinson.

### Histoire
La quatrième armée est formée en France le 5 février 1916, sous le commandement de Sir Henry Rawlinson. Le premier jour de la bataille de la Somme, onze divisions de la quatrième armée (des XIIIe, XVe, IIIe, Xe et VIIIe corps) attaquent de part et d'autre de la route reliant Albert à Bapaume. L'attaque échoue complètement dans le secteur nord, toutes les opérations ultérieures de la quatrième armée se concentrent alors sur le secteur sud, confiant le contrôle du secteur nord à l'armée de réserve.
Le plan de la quatrième armée lors de la troisième bataille d'Ypres (31 juillet - 10 novembre 1917) consistait à mettre en œuvre l'opération Hush, une invasion amphibie de la côte belge. Une fois les Allemands repoussés de la crête Passchendaele-Westroosebeke et une avancée commencée sur Roeselare et Torhout, le XVe corps montera l'opération côtière. Cependant, face à l'enlisement des combats autour d'Ypres, les divisions de la quatrième armée furent retirées en renfort jusqu'à sa dissolution.
La quatrième armée est à nouveau formée au début de 1918 — encore une fois sous les ordres de Rawlinson — à la suite de la destruction et de la dissolution de la 5e armée au cours de l'offensive allemande connue sous le nom d'opération Michael.
La quatrième armée prend part à l'offensive britannique des cent jours qui débute par la bataille d'Amiens et s'achève avec l'armistice en novembre 1918.

### Ordre de bataille
Au début de la bataille de la Somme, la quatrième armée comprenait:
- IIIe Corps, commandé par le lieutenant-général Sir William Pulteney .
  - 1re division
  - 8e division
  - 12e division (Eastern)
  - 19e division (Western)
  - 23e division
  - 34e division
- VIIIe Corps, commandé par le lieutenant-général Aylmer Hunter-Weston (transféré dans l'armée de réserve le 4 juillet)
  - 4e division
  - 29e division
  - 31e division
  - 48e division (South Midland)
- Xe Corps, commandé par le lieutenant-général Thomas Morland (transféré dans l'armée de réserve le 4 juillet)
  - 12e division (Eastern)
  - 25e division
  - 32e division
  - 36e division (Ulster)
  - 49e division (West Riding)
- XIIIe Corps, commandé par le lieutenant-général Walter Congreve.
  - 3e division
  - 9e division (Scottish)
  - 18e division (Eastern)
  - 30e division
  - 35e division
- XVe Corps
  - 7e division
  - 17e division (Northern)
  - 21e division
  - 33e division
  - 38e division (Welsh)
  - Division néo-zélandaise

Une fois réformé pour la bataille d'Amiens:
- Corps de cavalerie, commandé par le lieutenant-général Charles Kavanagh (en)
  - 1re division de cavalerie
  - 2e division de cavalerie
  - 3e division de cavalerie
- IIIe Corps, commandé par le lieutenant-général Richard Butler
  - 12e division (Eastern)
  - 18e division (Eastern)
  - 47e division (2e London), inclus le 131e régiment d'infanterie, 33e division d'infanterie
  - 58e division (2 / 1re London)
- Corps canadien, commandé par le lieutenant-général Arthur Currie
  - 32e division
  - 1re division canadienne
  - 2e division canadienne
  - 3e division canadienne
  - 4e division canadienne
- Corps australien, commandé par le lieutenant-général John Monash
  - 17e division (Northern)
  - 1re division australienne
  - 2e division australienne
  - 3e division australienne
  - 4e division australienne
  - 5e division australienne

En septembre 1918, l'armée était la seule force britannique renforcée par d'importantes forces américaines (AEF):
- IIe Corps, Force expéditionnaire américaine sous les ordres du général de division George Windle Read (en)
  - 27e division d'infanterie AEF
  - 30e division d'infanterie AEF

### Commandants
- Février-novembre 1916 Général Sir Henry Rawlinson
- Juillet-novembre 1918 Général Sir Henry Rawlinson

## Seconde Guerre mondiale
Pendant la Seconde Guerre mondiale, aucune quatrième armée britannique ne fut déployée le terrain, mais dans le cadre des plans d'impostures de l'opération Cockade et de la dernière opération Fortitude, les Allemands furent encouragés à croire qu'une quatrième armée avait été créée avec son quartier général au château d'Édimbourg et se préparait à envahir la Norvège. La sélection de la quatrième armée inactive était probablement très délibérée étant donné son histoire de combat pendant la Première Guerre mondiale. Cela réussit à attirer et à éloigner les unités allemandes de la véritable zone d'invasion en Normandie. Dans le 'Fortitude Sud' qui suivit, la quatrième armée avec différentes unités fut présentée comme faisant partie du premier groupe d'armées des États-Unis (FUSAG) fictif dans sa menace contre le Pas-de-Calais. À la suite de l'opération Market Garden, la quatrième armée fut théoriquement chargée d'un assaut amphibie sur la côte des Pays-Bas et plus tard le long de la côte allemande. Cette opération, l'opération Trolleybar, devait impliquer un atterrissage par la 76e division fantôme. Cette opération de tromperie prit fin en janvier 1945.

### Composition fictive de la quatrième armée pendant l'opérationFortitude

#### Fortitude Nord
Siège à Édimbourg
- IIe Corps (fictif - QG Stirling)
  - 55e division d'infanterie britannique (Irlande du Nord)
  - 58e division d'infanterie britannique (fictive, Aberlour)
  - 113e brigade d'infanterie indépendante britannique (garnison des Orcades et des îles Shetland)
- VIIe Corps (fictif - HQ Dundee)
  - 52e division d'infanterie britannique (Dundee)
  - 55e division d'infanterie américaine (fictif, Islande)
  - 7e, 9e et 10e United States Army Rangers (fictifs, Islande)[6]
- XVe Corps des États-Unis (Irlande du Nord)
  - 2e division d'infanterie américaine
  - 5e division d'infanterie américaine
  - 8e division d'infanterie américaine

#### Fortitude Sud
Siège à Hathfield
- 2e division aéroportée (fictif, Bulford)
- IIe Corps (fictif - QG Tunbridge Wells )
  - 35e brigade blindée britannique (Maresfield)
  - 55e division d'infanterie britannique
  - 58e division d'infanterie britannique (fictive, Gravesend)
- VIIe Corps (fictif - QG Folkstone)
  - 61e division d'infanterie britannique - (Wye)
  - 80e division d'infanterie britannique - (fictif, Canterbury)
  - 5e division blindée britannique - (fictif, Newmarket)